# Дамір Чакар
Дамір Чакар (серб. Дамир Чакар, нар. 28 червня 1973, Плєвля) — чорногорський футболіст, що грав на позиції нападника, зокрема за «Партизан», а також національну збірну Югославії.

## Клубна кар'єра
У дорослому футболі дебютував 1991 року виступами за команду «Будучност», в якій провів два сезони, взявши участь у 16 матчах чемпіонату. 
Згодом з 1993 по 1995 рік грав у складі команд «Рудар» (Плєвля) та «Борац» (Чачак).
Своєю грою за останню команду привернув увагу представників тренерського штабу клубу «Партизан», до складу якого приєднався 1995 року. Відіграв за белградську команду наступні два сезони своєї ігрової кар'єри. Більшість часу, проведеного у складі «Партизана», був основним гравцем атакувальної ланки команди. У складі «Партизана» був одним з головних бомбардирів команди, маючи середню результативність на рівні 0,56 гола за гру першості.
Протягом 1997—2001 років захищав кольори клубів «Шатору», «Смедерево» та «Сутьєска».
2001 року повернувся до «Партизана». Цього разу провів у складі його команди три сезони. Граючи у складі «Партизана» знову здебільшого виходив на поле в основному складі команди.
Протягом 2004—2007 років знову захищав кольори клубу «Рудар» (Плєвля). У першому сезоні чемпіонату Чорногорії 2007 року з 16-ма забитими голами став найкращим бомбардиром (разом з Жарко Корачем).
Завершував ігрову кар'єру у команді «Могрен», за яку виступав протягом 2007—2008 років.

## Виступи за збірну
1995 року дебютував в офіційних матчах у складі національної збірної Югославії. Протягом наступних семи років провів у її формі лише три матчі.

## Титули і досягнення
- Чемпіон Югославії (4):

«Партизан»: 1995-96, 1996-97, 2001-02, 2002-03.
- Володар Кубка Чорногорії (2):

«Рудар»: 2006-07
«Могрен»: 2007-08
- Найкращий бомбардир Чемпіонату Чорногорії (1):

«Рудар»: 2006-07